# Anders Aplin
Anders Aplin (nacido el 21 de junio de 1991) es un futbolista singapurense que se desempeña como defensa.
En 2018, Anders Aplin jugó 2 veces para la selección de fútbol de Singapur.

## Trayectoria

### Clubes
| Club                     | País     | Año         |
| ------------------------ | -------- | ----------- |
| Geylang International FC | Singapur | 2016 - 2018 |
| Matsumoto Yamaga FC      | Japón    | 2018 -      |

### Selección nacional
| Selección | País     | Año    |
| --------- | -------- | ------ |
| Absoluta  | Singapur | 2018 - |

## Estadística de carrera

### Selección nacional
| Selección de fútbol de Singapur | Selección de fútbol de Singapur | Selección de fútbol de Singapur |
| Año                             | Part.                           | Goles                           |
| ------------------------------- | ------------------------------- | ------------------------------- |
| 2018                            | 2                               | 0                               |
| Total                           | 2                               | 0                               |